# Nassarius moestus
Nassarius moestus is een slakkensoort uit de familie van de Nassariidae. De wetenschappelijke naam van de soort is voor het eerst geldig gepubliceerd in 1844 door Hinds.